# Azuragrion nigridorsum
Azuragrion nigridorsum – gatunek ważki z rodziny łątkowatych (Coenagrionidae). Występuje w Afryce Subsaharyjskiej (od Etiopii po Angolę i RPA), na Madagaskarze, Sokotrze i w południowej części Półwyspu Arabskiego.
W RPA imago lata od listopada do końca maja. Długość ciała 25–26 mm. Długość tylnego skrzydła 15–16 mm.